# Blow Me (One Last Kiss)
Blow Me (One Last Kiss) – to pop rockowy utwór amerykańskiej piosenkarki Pink wydany 3 lipca 2012 roku jako pierwszy singel z szóstego albumu studyjnego zatytułowanego The Truth About Love. Singel został napisany przez Pink oraz Grega Kurstina, który zajął się też jego produkcją. Utwór zadebiutował na dziewiątej pozycji na amerykańskiej liście przebojów Billboard Hot 100 dzięki świetnej sprzedaży  w sklepie internetowym iTunes Store, a Pink stała się trzecią artystką, po Rihannie i Beyoncé Knowles, której dwanaście singli znalazło się pierwszej dziesiątce notowania Billboard Hot 100. 

## Notowania
| Lista (2012)                            | Najwyższa pozycja |
| --------------------------------------- | ----------------- |
| Australia (Top 50 Singles)              | 1                 |
| Austria (Ö3 Austria Top 40)             | 19                |
| Belgia (Flandria) (Ultratop 50 Singles) | 6                 |
| Belgia (Wallonia) (Ultratip 50 Singles) | 8                 |
| Dania (Track Top-40)                    | 24                |
| Francja (Top 200 Singles)               | 90                |
| Irlandia (Top 50 Singles)               | 22                |
| Holandia (Single Top 100)               | 46                |
| Kanada (Billboard Canadian Hot 100)     | 5                 |
| Niemcy (Top 100 Singles)                | 26                |
| Nowa Zelandia (Top 40 Singles)          | 8                 |
| Polska (AirPlay – Top)                  | 3                 |
| Szwajcaria (Singles Top 100)            | 34                |
| Stany Zjednoczone (Hot 100)             | 9                 |
| Stany Zjednoczone (Adult Top 40)        | 14                |
| Stany Zjednoczone (Pop Songs)           | 14                |
| Stany Zjednoczone (Radio Songs)         | 17                |